# Shaurya Chakra
De Shaurya Chakra is sinds 1967 een onderscheiding voor dapperheid, moedig optreden en zelfopoffering (Engels: "valour, courageous action or self-sacrifice"), in de republiek India. De onderscheiding werd in 1952 door de Indiase president als derde klasse van de Ashoka Chakra ingesteld voor "dapperheid". De gedecoreerde hoeft niet "oog in oog met de vijand" te hebben gestaan zoals bij de exclusieve Maha Vir Chakra, de Param Vir Chakra en de Kirti Shakra.
De ook postuum verleende onderscheiding wordt vaak verleend aan burgers en militairen die bij het neerslaan van opstanden zijn betrokken. Aan de onderscheiding is een pensioen van 750 roepies verbonden.
Het lint is groen met drie oranje middenstrepen. 
In 1967 werd de Ashoka Chakra hervormd en gesplitst in:
- Ashoka Chakra
- Kirti Chakra
- Shaurya Chakra

Het versiersel van de Orde
Het kleinood is een ronde bronzen schijf met het wiel (Chakra) van Ashoka (Jugernaut). Om het wiel hangt een krans van lotusbladeren. Boven en onder het wiel staat "Kirti Chakra" in Hindi en Engels.
Vóór 1967 was de medaille blank met alleen de tekst Shaurya Chakra in Hindi en Engels.